# Anyphops fitzsimonsi
Espèce
Synonymes
- Selenops fitzsimonsi Lawrence, 1940

Anyphops fitzsimonsi est une espèce d'araignées aranéomorphes de la famille des Selenopidae.

## Distribution
Cette espèce est endémique du Mpumalanga en Afrique du Sud,.

## Description
Le mâle holotype mesure 8,6 mm.

## Publication originale
- Lawrence, 1940 :  The genus Selenops (Araneae) in South Africa. Annals of the South African Museum, vol. 32, p. 555-608 (texte intégral).